# Centre Demòcrata Humanista
Centre Democràtic Humanista (CDH) era de 2002 a 2022 un partit polític belga francòfon.

## Història
És l'hereu llunyà del Partit Catòlic de l'entreguerres, i després Partit Social Cristià francòfon, fundat el 1968 quan l'unitari Parti Social Chrétien-Christelijke Volkspartij (PSC-CVP) es va escindir arran dels incidents a la Universitat Catòlica de Lovaina. Aquest PSC el 2002 es va desconfessionalitzar i treure qualsevol afiliació religiosa en el nom.
El PSC, partit predecessor va patir un fort descrèdit per participar en el govern de Jean-Luc Dehaene (1940-2014), arran dels escàndols de Marc Dutroux i de l'oli contaminat amb dioxina, incorporat en el farratge d'aviram, cosa que provocà un fort descens a les eleccions legislatives belgues de 1999. Va ser la primera vegada des del govern socialista-liberat de Achille Van Acker IV (1954-1958) que els partits de l'anomenada «família demòcrata cristiana» van ser superades per la família socialista i liberal i es van trobar a l'oposició. Paul Vanden Boeynants va dimitir com a president del  Partit Social Cristià després dels mals resultats a les eleccions legislatives belgues de 1981, sent succeit per Gérard Deprez.
Això va provocar un procés de reforma interna que va culminar el 2001 en un canvi de romb i l'adopció de la Charte de l'humanisme démocratique («Carta fundacional de l'Humanisme Democràtic»), d'inspiració humanista cristiana. Es vol distingir de l'egoisme liberal, del materialisme socialista i de l'écologisme monotemàtic així com unir les persones de bona voluntat, independentment de llur religió o orígens. Preconitza una defensa de valors compartits i de solidaritat, inspirat en l'obra de Laurent de Briey. La secularització ha fet que la religió ja no funciona com a argamassa per unir en un sol partit obrers i empresaris, homes i dones, rics i pobres… Tot i això encara no reïx a desfer-se dels interdits de l'Església catòlica: s'oposa a la depenalització de l'eutanasia (2002), al matrimoni per a tots (2003) i a l'adopció per parelles del mateix sexe.
Després de les eleccions legislatives belgues de 2003 va quedar a l'oposició, però a les eleccions regionals belgues de 2004 va retornar al govern de Brussel·les i a Valònia amb el Partit Socialista (PS) i Ecolo. A les eleccions legislatives belgues de 2007 va obtenir 10 diputats i 2 senadors. L'1 de setembre de 2011 Joëlle Milquet, cada cop més disputada internament va cedir la presidència del partit al seu col·laborador Benoît Lutgen. L'11 d'octubre de 2011 es va presentar un acord entre els partits flamencs Christen-Democratisch en Vlaams (CD&V), Open VLD, Socialistische Partij Anders (sp.a), Groen! i els francòfons Parti Socialiste (PS), Mouvement Réformateur (MR), CDH i Ecolo per a una sisena reforma institucional en la que el districte electoral i judicial de Brussel·les-Halle-Vilvoorde es dividiria, es transferirien competències federals a les comunitats i regions com economia, ocupació i política familiar, i el Senat belga ja no seria elegit directament, sinó que es convertirà en una assemblea de parlaments regionals, amb menys membres. Tanmateix, encara s'havia de formar una coalició de govern.
Lutgen va aconseguir limitar la caiguda a les eleccions federals i autonòmiques del 2014 i entra als governs de Brussel·les i Valònia, el CDH es va embarcar en les majories amb, entre d'altres, el PS, però no ho fa al govern federal encapçalat per Nieuw-Vlaamse Alliantie (N-VA). El 19 de juny del 2017 el partit va sortir dels governs de coalició amb els socialistes valons, esquitxats per afers de corrupció.
En 2019 Benoît Lutgen va renunciar a la presidència del partit per deixar pas a Maxime Prévot. El març 2022 el partit es va reorganitzar altra vegada perconvertir-se en Les Engagés (LE, ‘Els Compromesos').

## Resultats electorals

### Cambra de Representants
| Eleccions legislatives belgues | Eleccions legislatives belgues | Eleccions legislatives belgues | Eleccions legislatives belgues | Eleccions legislatives belgues | Eleccions legislatives belgues | Eleccions legislatives belgues | Eleccions legislatives belgues |
| Any                            | Lider                          | Vots                           | %                              | +/-                            | Escons                         | +/-                            | Govern                         |
| ------------------------------ | ------------------------------ | ------------------------------ | ------------------------------ | ------------------------------ | ------------------------------ | ------------------------------ | ------------------------------ |
| 1971                           |                                | 327,393                        | 6,2 / 100                      |                                | 15 / 212                       |                                | Coalició                       |
| 1974                           |                                | 478,209                        | 9,1 / 100                      |                                | 22 / 212                       | 7                              | Coalició                       |
| 1977                           |                                | 545,055                        | 9,8 / 100                      |                                | 24 / 212                       | 2                              | Coalició                       |
| 1978                           |                                | 560,440                        | 10,1 / 100                     |                                | 25 / 212                       | 1                              | Coalició                       |
| 1981                           |                                | 390,896                        | 6,5 / 100                      |                                | 18 / 212                       | 7                              | Coalició                       |
| 1985                           |                                | 482,254                        | 7,9 / 100                      |                                | 20 / 212                       | 2                              | Coalició                       |
| 1987                           |                                | 491,908                        | 8 / 100                        |                                | 19 / 212                       | 1                              | Coalició                       |
| 1991                           |                                | 476,730                        | 7,7 / 100                      |                                | 18 / 212                       | 1                              | Coalició                       |
| 1995                           |                                | 469,101                        | 7,7 / 100                      |                                | 12 / 150                       | 6                              | Coalició                       |
| 1999                           |                                | 365,318                        | 5,9 / 100                      |                                | 10 / 150                       | 2                              | Oposició                       |
| 2003                           |                                | 359.660                        | 5,5 / 100                      |                                | 8 / 150                        | 2                              | Oposició                       |
| 2007                           | Joëlle Milquet                 | 404,077                        | 6 / 100                        |                                | 10 / 150                       | 2                              | Coalició                       |
| 2010                           | Benoît Lutgen                  | 360,441                        | 5,5 / 100                      |                                | 9 / 150                        | 1                              | Coalició                       |
| 2014                           | Benoît Lutgen                  | 336,281                        | 5 / 100                        |                                | 9 / 150                        | =                              | Oposició                       |
| 2019                           | Maxime Prévot                  | 250,861                        | 3,7 / 100                      |                                | 5 / 150                        | 4                              | Suport extern (2020)           |
| 2019                           | Maxime Prévot                  | 250,861                        | 3,7 / 100                      | Oposició (2020–2022)           | 5 / 150                        | 4                              |                                |

### Senat
| Any  | Vots      | %    | Escons   | +/-        |
| ---- | --------- | ---- | -------- | ---------- |
| 1971 | 1,547,853 | 29.7 | 22 / 106 |            |
| 1974 | 430,512   | 10.0 | 10 / 106 | Disminució |
| 1977 | 522,613   | 9.5  | 11 / 106 | 1          |
| 1978 | 535,939   | 9.8  | 12 / 106 | 1          |
| 1981 | 414,733   | 6.9  | 8 / 106  | 4          |
| 1985 | 475,119   | 7.9  | 10 / 106 | 2          |
| 1987 | 474,370   | 7.8  | 8 / 106  | 2          |
| 1991 | 483,961   | 7.9  | 9 / 106  | 1          |
| 1995 | 434,492   | 7.3  | 3 / 40   | 6          |
| 1999 | 374,002   | 6.0  | 3 / 40   | =          |
| 2003 | 362,705   | 5.5  | 2 / 40   | 1          |
| 2007 | 390,852   | 5.9  | 2 / 40   | =          |
| 2010 | 331,870   | 5.1  | 2 / 40   | =          |
| 2014 | N/A       | N/A  | 4 / 60   | 2          |
| 2019 | N/A       | N/A  | 2 / 60   | 2          |

1. ↑  En coalició amb Cristià Democràtic i Flamenc.

### Regional

#### Parlament de Brussel·les
| Any  | Vots   | %         | %         | Escons  | +/- | Govern   |
| Any  | Vots   | F.E.C.    | Overall   | Escons  | +/- | Govern   |
| ---- | ------ | --------- | --------- | ------- | --- | -------- |
| 1989 | 51,904 |           | 11.9 (#4) | 9 / 75  |     | Coalició |
| 1995 | 38,244 |           | 9.3 (#3)  | 7 / 75  | 2   | Oposició |
| 1999 | 33,815 | 14.1 (#4) | 7.9 (#4)  | 6 / 75  | 1   | Oposició |
| 2004 | 55,078 | 14.1 (#3) | 12.1 (#3) | 10 / 89 | 4   | Coalició |
| 2009 | 60,527 | 14.8 (#4) | 13.1 (#4) | 11 / 89 | 1   | Coalició |
| 2014 | 48,021 | 11.7 (#4) | 10.4 (#4) | 9 / 89  | 2   | Coalició |
| 2019 | 29,436 | 7.6 (#6)  | 6.4 (#6)  | 6 / 89  | 3   | Oposició |

#### Parlament de Valònia
| Any  | Vots    | %         | Escons  | +/- | Govern   |
| ---- | ------- | --------- | ------- | --- | -------- |
| 1995 | 407,741 | 21.6 (#3) | 16 / 75 |     | Coalició |
| 1999 | 325,229 | 17.1 (#3) | 14 / 75 | 2   | Oposició |
| 2004 | 347,348 | 17.6 (#3) | 14 / 75 | = 0 | Coalició |
| 2009 | 323,952 | 16.1 (#4) | 13 / 75 | 1   | Coalició |
| 2014 | 305,281 | 15.2 (#3) | 13 / 75 | = 0 | Coalició |
| 2019 | 223,775 | 11.0 (#4) | 10 / 75 | 3   | Oposició |

### Parlament Europeu
| Any  | Vots    | %         | %       | Escons | +/- |
| Any  | Vots    | F.E.C.    | Overall | Escons | +/- |
| ---- | ------- | --------- | ------- | ------ | --- |
| 1979 | 445,912 | 21.2 (#2) | 8.2     | 3 / 24 | Nou |
| 1984 | 436,108 | 19.5 (#3) |         | 2 / 24 | 1   |
| 1989 | 476,795 | 21.3 (#3) | 8.1     | 2 / 24 | =   |
| 1994 | 420,198 | 18.8 (#3) | 4.9     | 2 / 25 | =   |
| 1999 | 307,912 | 13.3 (#4) | 4.9     | 1 / 25 | 1   |
| 2004 | 368,753 | 15.2 (#3) | 5.7     | 1 / 24 | =   |
| 2009 | 327,824 | 13.3 (#4) | 5.0     | 1 / 22 | =   |
| 2014 | 276,879 | 11.4 (#4) | 4.1     | 1 / 21 | =   |
| 2019 | 218,078 | 8.9 (#5)  | 3.2     | 1 / 21 | =   |